# Stanisław Płonka-Fiszer
Stanisław Płonka-Fiszer (ur. 22 lipca 1886 w Poznaniu, zm. 17 maja 1969 w Skolimowie) – polski aktor i reżyser teatralny.

## Życiorys
Pochodził z rodziny robotniczej, z ojca Tomasza oraz Józefy z Langnerów. Po ukończeniu szkółki ludowej najął się do pracy jako subiekt u kupca, a potem zaczął się uczyć ślusarstwa. Zdradzał zdolności malarskie, ale rodzice zablokowali możliwość ich rozwijania. Z uwagi na słabe zdrowie, lekarz zalecił mu pracę na świeżym powietrzu. Zatrudnił się więc u majstra brukarskiego. Podczas prac poznał osoby z malarni teatralnej i stopniowo wszedł w poznańskie środowisko teatralne. Od 7 lutego 1914 był mężem Marii z Roszkiewiczów (1893–1989).  
Zadebiutował w 1915 w teatrze zrzeszenia artystów, który od 1918 prowadził Bolesław Szczurkiewicz. Stał się członkiem jego zespołu. Uczestniczył w powstaniu wielkopolskim 1918. W sezonie 1919/1920 przeniósł się do Teatru Wielkiego, a następnie przeszedł do zespołu Arnolda Szyfmana w Warszawie, w którym pracował do 1923, z krótką przerwą na występy pod kierownictwem Ludwika Hellera.
Zainteresował się również reżyserią teatralną. Debiutował w tym zakresie w Teatrze Miejskim w Katowicach, pod dyrekcją Zygmunta Nowakowskiego. Od 1925 reżyserował w Wilnie u Franciszka Rychłowskiego. W latach 1925–1927 kierował Teatrem im. Aleksandra Fredry w Warszawie, a w latach 1927–1928 grał i reżyserował w Teatrze Ziemi Pomorskiej w Grudziądzu. Od 1928 do 1936 działał ponownie w Poznaniu, w teatrach Nowym i Polskim. Od 1936 do 1939 grał w Teatrze Reduta w Warszawie. 
W okresie okupacji hitlerowskiej przebywał w Warszawie i Lublinie, a po upadku powstania warszawskiego przeniósł się do Krakowa. W 1945 występował w Miejskich Teatrach Dramatycznych w Warszawie. Z uwagi na trudne warunki powrócił do Poznania, gdzie związał się do końca życia z Teatrem Nowym. Eugeniusz Paukszta podkreślał u niego doskonałe umiejętności opanowywania trudnego tekstu scenicznego.
Zmarł w Domu Artystów Weteranów Scen Polskich w Skolimowie. Pochowany na cmentarzu Powązkowskim w Warszawie (kwatera 273-3-8).

## Dorobek literacki
Pozostawił po sobie również dorobek literacki: komedię Kobieta zawsze znajdzie sposób, dramat Hejnał (oba wystawiane w Warszawie w latach 1926–1927), a także opracowania sceniczne Śpiącej królewny i Kopciuszka braci Grimm (grane w Poznaniu i Gorzowie). Artykuły i opowiadania drukowano w Gazecie Robotniczej (1911), Dzienniku Chicagoskim (1913), Kulturze (1937), Scenie Polskiej (1939), Expressie Poznańskim (1949) i Teatrze (1953). Działał też społecznie i w ruchu amatorskim, np. w latach 1956–1957 wystawiał małe utwory w amatorskim teatrzyku świetlicowym Powiatowej Komendy Milicji Obywatelskiej w Jarocinie.

## Ordery i odznaczenia
- Krzyż Kawalerski Orderu Odrodzenia Polski[1]
- Złoty Krzyż Zasługi[1]
- Medal 10-lecia Polski Ludowej[1]
- Odznaka Honorowa Miasta Poznania[1]